# Fritz Christen
Fritz Christen (Wredenlagen, Mecklenburg, 29 de junio de 1921 - Neusorg, Baviera, 23 de septiembre de 1995) fue un soldado alemán condecorado de la Totenkopf perteneciente a la 3° División de la Waffen-SS que combatió en la Segunda Guerra Mundial.

## Operación Barbaroja
En el marco de la invasión alemana a la Unión Soviética la batería antitanque a la que Fritz pertenecía se vio sorprendida por el ejército soviético, el cual aniquiló sin reparos a toda su unidad, salvo a Christen. Durante los próximos tres días, el soldado se enfrentaría a los constantes ataques enemigos sin ayuda. Para el final de la operación, Christen había aniquilado a 13 tanques y matado a más de 100 rusos. 
Dada su valentía y ante el desconcierto de sus compatriotas el SS-Obergruppenführer Theodor Eicke le concedió a Fritz la Cruz de Hierro de Primera Clase además de recomendarlo para la Cruz de Caballero que tiempo después el propio Adolf Hitler en persona le concedería.

## Captura
Christen sirvió con distinción el resto de la guerra. Pero para la primavera de 1945 tropas estadounidenses atraparon a su pelotón, los estadounidenses entregaron a los prisioneros a sus aliados de la Unión Soviética. La división Totenkopf era especialmente odiada por los soviéticos por los reiterados crímenes cometidos en suelo ruso.

## Liberación
Christen fue uno de los tantos soldados de la SS que sobrevivió a los gulags, resistiendo el trato apercibido por su división, el soldado resistió hasta ser liberado en 1955. Murió en Alemania en 1995 a los 74 años.